# Педагогическа практика
Педагогическа практика е месечно списание за първоначални и прогимназиални учители. Урежда се от редакционен комитет с главен редактор Антон Борлаков, който е и основател на списанието. Издава се във Варна от печатниците Зора, Просвещение, Светлина и Добри Тодоров.
| Годишнина | Броеве            | Дата                            |
| --------- | ----------------- | ------------------------------- |
| I-II      | 9 книжки годишно  | януари 1921 – 30 декември 1922  |
| III-IV    | 10 книжки годишно | януари 1923 – декември 1924     |
| V—XIV     | 8 книжки годишно  | октомври 1925 – май 1935        |
| XV        | 1 – 9             | октомври 1935 – юни 1936        |
| XVI—XVIII | 8 книжки годишно  | октомври 1937 – май 1940        |
| XIX       | 1 – 8             | септември 1940 – юни 1941       |
| XX        | 1 – 8             | септември 1941 – май 1942       |
| XXI       | 1 – 8             | септември 1942 – април 1943     |
| XXII      | 1 – 5             | 20 септември 1943 – януари 1944 |

Одобрено е от Министерството на народната просвета за училищните библиотеки с наредба 9925 от 11 април 1921 година и за народните читалища със Заповед 2664 от 19 август 1931 година. След смъртта на Борлаков през 1937 г. списанието излиза в София, като се редактира и урежда от Димитър Правдолюбов, Младен Николов, Зоя Ставрева, Косьо Рачев, Евстати Милошев, Атанас Чешмеджиев, Васил Шарков, Петър Х. Сотиров, Генчо Червенков, Димо Цонков, Цветко Петков, Йордан Стоянов, Б. Шапов, Т. Д. Лозински, Андрей Цветков, Методи Христов и Денчо П. Нанков. В столицата „Педагогическа практика“ се издава от Книгоиздателство „Другарче“ и се печата в печатниците С. М. Стайков, Нов живот, Р. Младенов, Доверие, Камбана и Стопанско развитие. Последните броеве на списанието излизат в с. Долна Кремена, Врачанско.
Помества статии, белетристика и рецензии по теория и практика на педагогиката. Дългогодишно списание за прогресивно образование и възпитание, то е спряно след 1944 г. поради буржоазно-демократично съдържание.